# 安中駅
安中駅（あんなかえき）は、群馬県安中市中宿にある、東日本旅客鉄道（JR東日本）・日本貨物鉄道（JR貨物）信越本線の駅である。

## 歴史
- 1885年（明治18年）10月15日：開業[1][2]。
- 1984年（昭和59年）2月1日：荷物の取扱を廃止[2]。
- 1985年（昭和60年）3月14日：専用線発着のコンテナ貨物の取扱を開始[2]。
- 1987年（昭和62年）4月1日：国鉄分割民営化により、JR東日本・JR貨物の駅となる[2]。
- 1990年（平成2年）3月10日：駅フロントでのコンテナ貨物の取扱を開始[2]。
- 1998年（平成10年）10月3日：コンテナ輸送が自動車代行化。
- 1999年（平成11年）4月1日：コンテナ貨物の取扱を廃止、自動車代行輸送終了。
- 2006年（平成18年）
  - 3月11日：「もしもし券売機Kaeruくん」を設置、みどりの窓口を廃止[3]。
  - 3月25日：自動改札機導入[4]。
- 2008年（平成20年）3月15日：ダイヤ改正、濃硫酸輸送列車（高崎操車場 - 当駅間で運行）の設定を廃止。
- 2009年（平成21年）3月14日：東京近郊区間に編入。ICカード「Suica」の利用が可能となる[5]。
- 2012年（平成24年）2月6日：「もしもし券売機Kaeruくん」営業終了[6]
- 2025年（令和7年）3月頃:東邦亜鉛安中精錬所の亜鉛精鉱・焼鉱からの亜鉛精錬事業の終了[7]に伴い本路線を通る定期貨物列車がなくなる。これにより信越本線高崎方を通る定期および臨時貨物列車が無くなった。

## 駅構造
単式ホーム2面2線を有する地上駅。木造駅舎を有する。互いのホームは跨線橋で連絡している。1番線と3番線があるが、かつては単式・島式ホーム2面3線で2番線が存在していた。
直営駅（管理駅）で、群馬八幡駅 - 横川駅間の各駅を管理する。2006年にみどりの窓口が廃止され、その代替として「もしもし券売機Kaeruくん」が設置されたが、2012年に営業終了し撤去された。指定席券売機・Suica対応自動改札機が設置されている。

### のりば
| 番線 | 路線      | 方向 | 行先     |
| ---- | --------- | ---- | -------- |
| 1    | ■信越本線 | 上り | 高崎方面 |
| 3    | ■信越本線 | 下り | 横川方面 |

（出典：JR東日本:駅構内図）

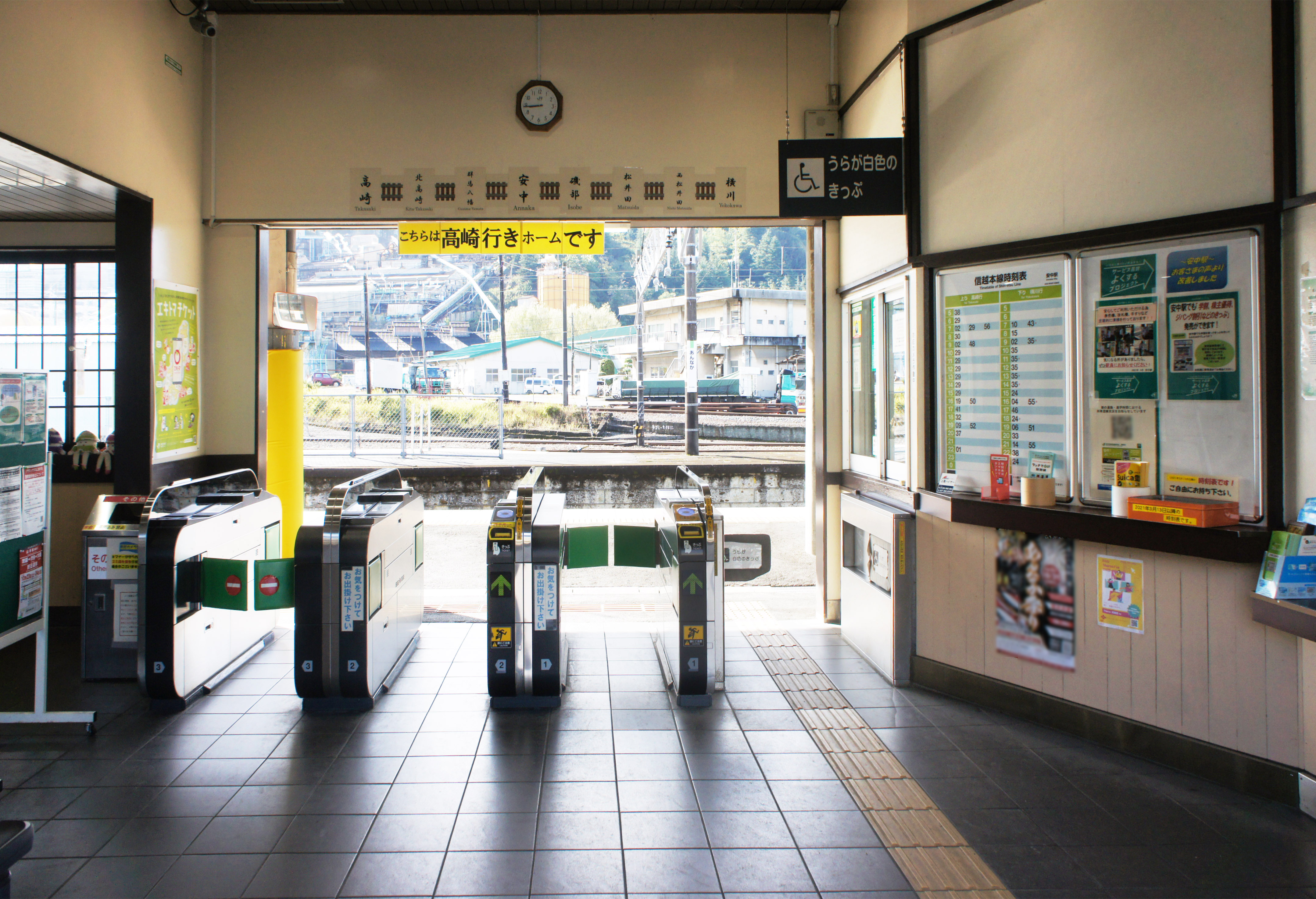
改札口（2021年10月）
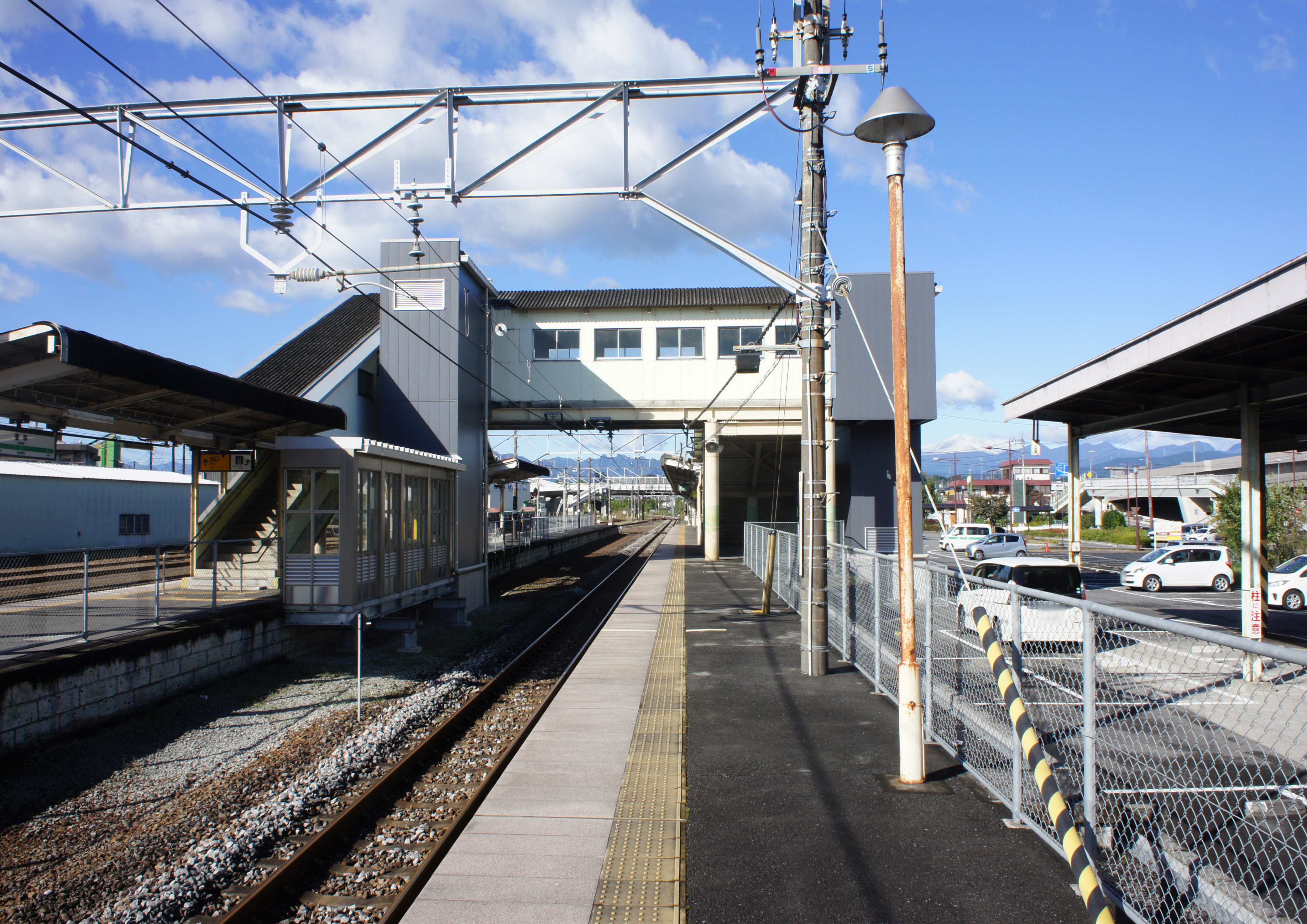
ホーム（2021年10月）
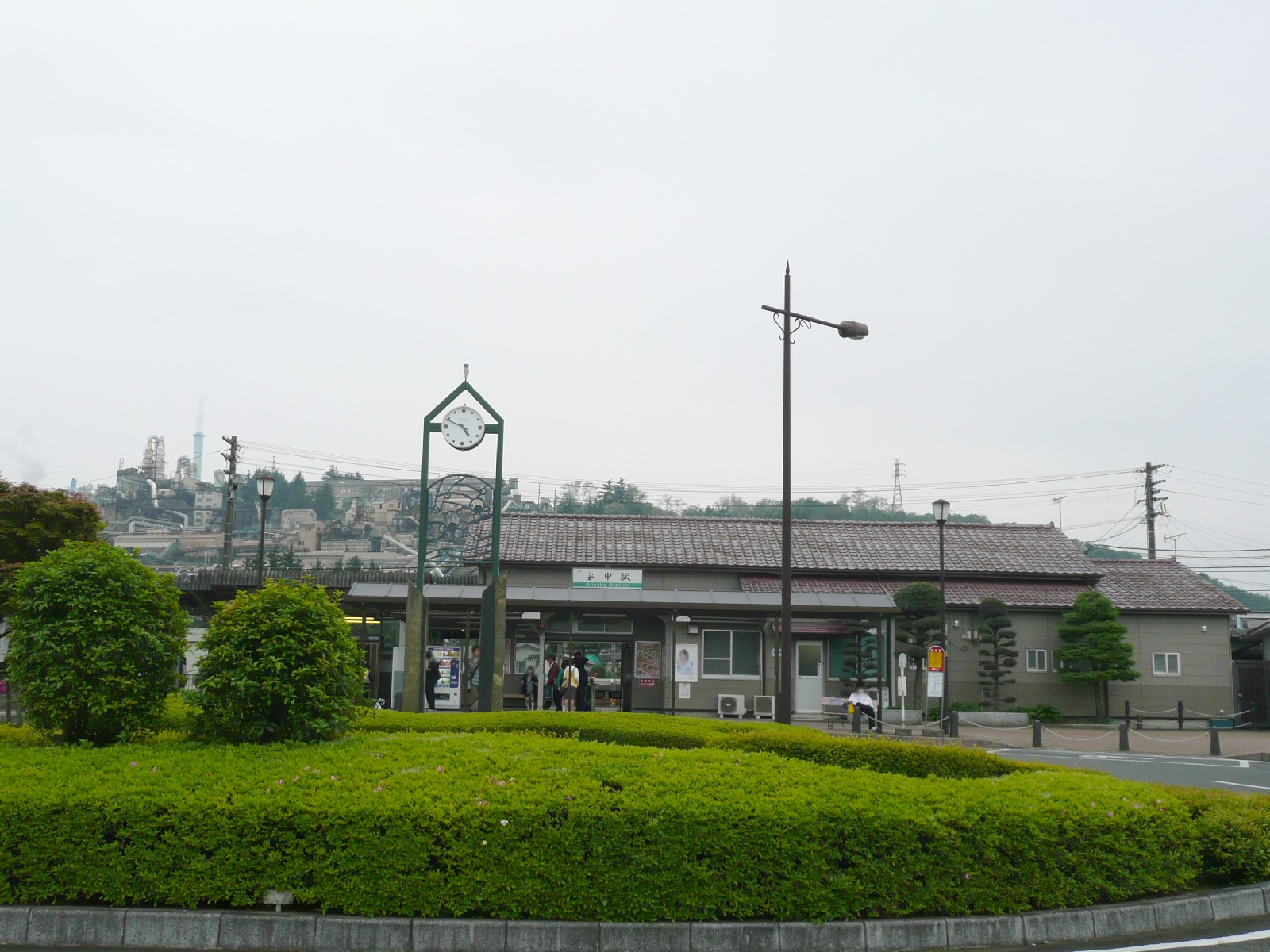
リニューアル前の駅舎（2009年5月）

## 貨物取扱・専用線

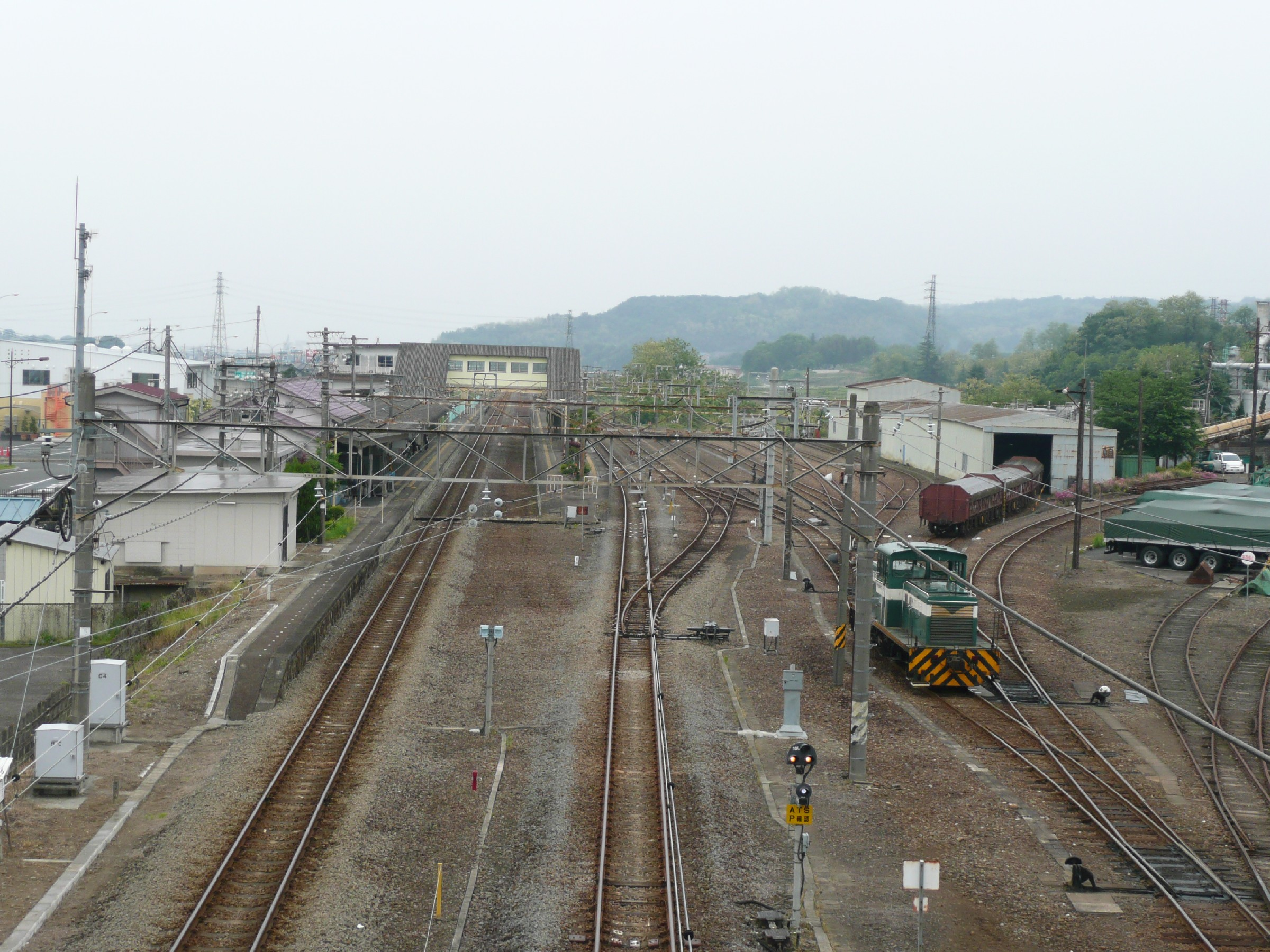
駅構内と専用線（2009年5月）

JR貨物の駅は、車扱貨物の取扱駅となっている。
駅の南側にある東邦亜鉛安中製錬所への専用線があり、福島臨海鉄道小名浜駅から常磐線泉駅を経由して亜鉛焼鉱・亜鉛精鉱輸送が行われていた。亜鉛精鉱はトキ25000形貨車、亜鉛焼鉱はタキ1200形貨車が使用され、同一の貨物列車で輸送されているが、2025年（令和7年）3月頃に東邦亜鉛安中精錬所の亜鉛精鉱・焼鉱からの亜鉛精錬事業が終了し、同駅発着の定期および臨時貨物列車が廃止された。また羽前水沢駅への濃硫酸輸送も行われていたが、2008年（平成20年）に廃止された。
かつてはコンテナ貨物も取り扱っていたが、利用減少に伴い1998年（平成10年）10月より倉賀野駅へのトラック代行輸送に変わり、その後1999年（平成11年）4月1日からトラック代行輸送も廃止され直接倉賀野駅で集配するように改められた。

## 利用状況
JR東日本によると、2023年度（令和5年度）の1日平均乗車人員は1,664人である。
2000年度（平成12年度）以降の推移は以下のとおりである。
| 乗車人員推移       | 乗車人員推移     | 乗車人員推移    |
| 年度               | 1日平均 乗車人員 | 出典            |
| ------------------ | ---------------- | --------------- |
| 2000年（平成12年） | 2,175            | [ 利用客数 2 ]  |
| 2001年（平成13年） | 2,126            | [ 利用客数 3 ]  |
| 2002年（平成14年） | 2,066            | [ 利用客数 4 ]  |
| 2003年（平成15年） | 2,004            | [ 利用客数 5 ]  |
| 2004年（平成16年） | 1,912            | [ 利用客数 6 ]  |
| 2005年（平成17年） | 1,908            | [ 利用客数 7 ]  |
| 2006年（平成18年） | 1,902            | [ 利用客数 8 ]  |
| 2007年（平成19年） | 1,918            | [ 利用客数 9 ]  |
| 2008年（平成20年） | 1,924            | [ 利用客数 10 ] |
| 2009年（平成21年） | 1,879            | [ 利用客数 11 ] |
| 2010年（平成22年） | 1,874            | [ 利用客数 12 ] |
| 2011年（平成23年） | 1,886            | [ 利用客数 13 ] |
| 2012年（平成24年） | 1,889            | [ 利用客数 14 ] |
| 2013年（平成25年） | 1,880            | [ 利用客数 15 ] |
| 2014年（平成26年） | 1,840            | [ 利用客数 16 ] |
| 2015年（平成27年） | 1,813            | [ 利用客数 17 ] |
| 2016年（平成28年） | 1,763            | [ 利用客数 18 ] |
| 2017年（平成29年） | 1,771            | [ 利用客数 19 ] |
| 2018年（平成30年） | 1,763            | [ 利用客数 20 ] |
| 2019年（令和元年） | 1,821            | [ 利用客数 21 ] |
| 2020年（令和02年） | 1,349            | [ 利用客数 22 ] |
| 2021年（令和03年） | 1,516            | [ 利用客数 23 ] |
| 2022年（令和04年） | 1,615            | [ 利用客数 24 ] |
| 2023年（令和05年） | 1,664            | [ 利用客数 1 ]  |

## 駅周辺

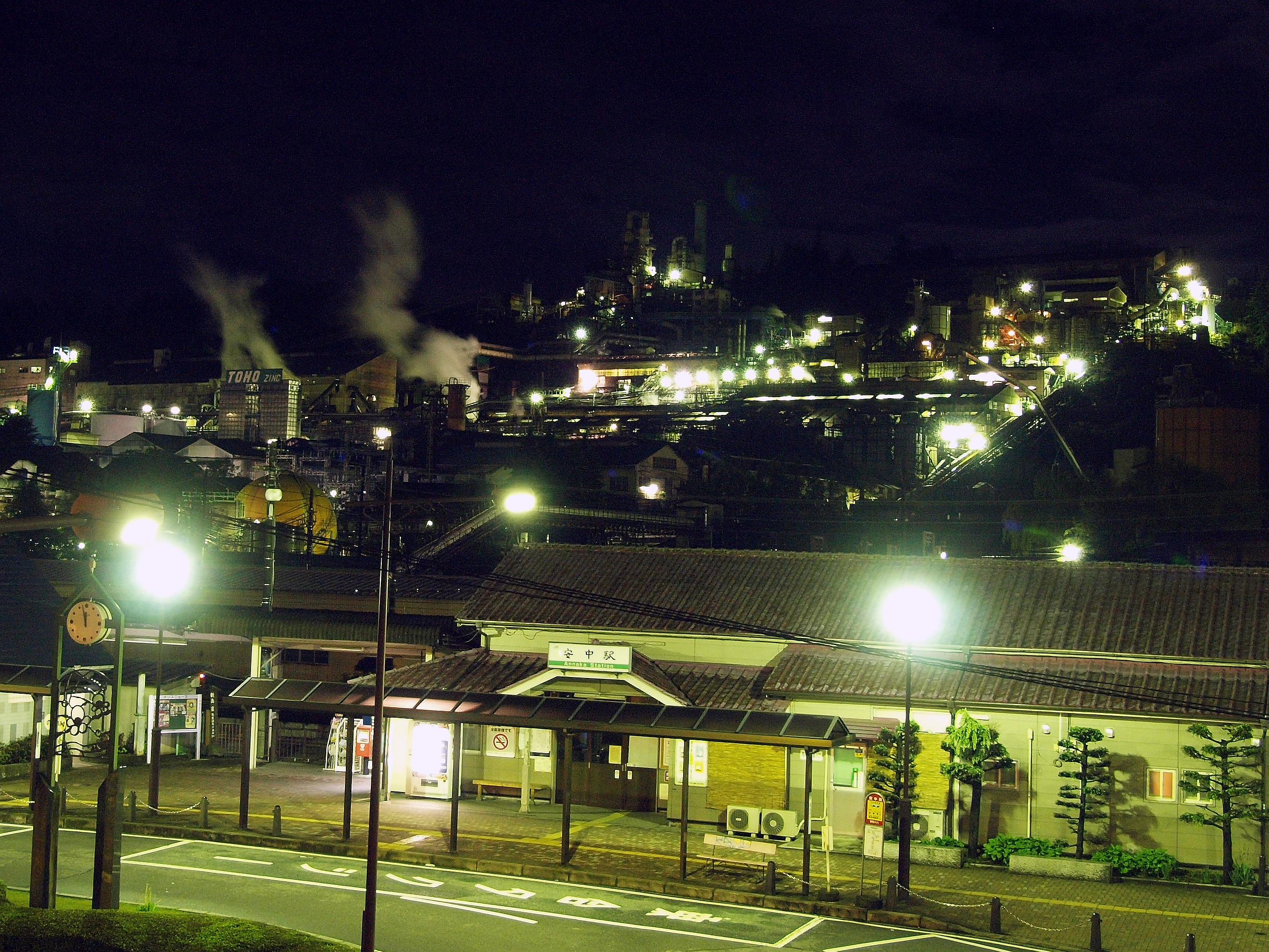
北側から見た安中駅と東邦亜鉛精錬所

駅舎は北に碓氷川、南に碓氷川支流の柳瀬川に挟まれた低地にある。駅付近では碓氷川支流の九十九川も合流しており、これは洪水をおこしやすい地形である。1935年（昭和10年）9月には長雨が降り続いた後の台風接近により碓氷川が氾濫し駅周辺が浸水、駅東側の岩野谷地区で信越本線の線路120mあまりが流出する被害を受け、駅対岸の板鼻地区では1m近く浸水したという。2020年代でも安中市や群馬県が公表するハザードマップでは碓氷川氾濫時には駅舎を含め周囲が浸水することが予想されている。
駅がある場所は中山道板鼻宿と安中宿の中間であることから中宿と呼ばれる。安中城を始めとする旧市街地や安中市役所は駅より西側、碓氷川左岸の台地の上にあり2キロメートルほど離れている。南側の谷の斜面に建つのが東邦亜鉛の安中精練所跡である。駅の南側は関連企業・工場が多く立ち並び工業地帯のようになっている。駅の北側や東側はかつては水田が多かったが、埋め立てて住宅地化されたところも目立つ。特に国道沿いにはロードサイド店舗も出店している。駅の南西側の信越本線磯部方面も宅地化が徐々に進みつつあるが、現在も水田が残るところが多い。
駅のすぐ北側を国道18号が通過している。安中バイパスと呼ばれるバイパスで当駅付近から東（高崎市）方向は片側2車線となっている。駅付近の国道の旧道は東側が県道171号、西側が県道125号へと格下げされた。さらに古く旧中山道と呼ばれる道も残っている。
- 碓氷川
  - 碓氷川支流 九十九川、柳瀬川
- 国道18号 安中バイパス
- 群馬県道125号一本木平小井戸安中線

安中4丁目から2丁目にかけては国道18号の旧道が県道に格下げされたものである。かつての安中宿を通過する。
- 群馬県道214号磯部停車場上野尻線
- 群馬県道10号前橋安中富岡線
- 群馬県道212号安中富岡線
- 群馬県道217号松井田中宿線

### バス路線
駅前にはロータリーがあり、バスとタクシーののりばとなっている。北陸新幹線の安中榛名駅とは7キロメートル離れており、同駅までのバスが発着している。
- 群馬バス - 安中市役所方面
- ボルテックスアーク - 安中市スポーツセンター・安中榛名駅・秋間・碓氷病院・後閑方面
- 安中タクシー - 間仁田・岩野谷線

## 隣の駅
東日本旅客鉄道（JR東日本）
■信越本線
- 臨時快速「SL/EL/DLぐんま よこかわ」停車駅

群馬八幡駅 - 安中駅 - 磯部駅

### 記事本文
1. 1 2 3 4 5 6  『週刊 JR全駅・全車両基地』 12号 大宮駅・野辺山駅・川原湯温泉駅ほか、朝日新聞出版〈週刊朝日百科〉、2012年10月28日、21頁。
2. 1 2 3 4 5  石野哲（編）『停車場変遷大事典 国鉄・JR編 Ⅱ』（初版）JTB、1998年10月1日、573頁。ISBN 978-4-533-02980-6。
3. ↑  “みどりの窓口リストラ” 朝日新聞 (朝日新聞社): p23. (2006年7月11日 夕刊)
4. ↑  “JR高崎支社 14駅に新型券売機”. 交通新聞 (交通新聞社):  p. 1. (2006年3月17日)
5. ↑  『Suicaをご利用いただけるエリアが広がります。』（PDF）（プレスリリース）東日本旅客鉄道、2008年12月22日。オリジナルの2020年5月25日時点におけるアーカイブ。2020年5月25日閲覧。
6. ↑  “Kaeruくんが多機能券売機に変更になります。券売機変更のお知らせ” (PDF).   東日本旅客鉄道高崎支社. p. 3. 2014年4月10日時点のオリジナルよりアーカイブ。2020年6月30日閲覧。
7. ↑  「事業再生計画を公表の東邦亜鉛 安中製錬所（群馬・安中市）で「焼鉱」の最後の投入」『上毛新聞』2025年4月1日。2025年7月4日閲覧。
8. ↑  群馬県 編 (1937) 『昭和十年群馬県風水害誌』. 群馬県学務部社会課, 前橋. doi:10.11501/1462600（国立国会図書館デジタルコレクション）
9. ↑  安中市災害対応ガイドブック 安中市総務部危機管理課危機管理係 2022年9月7日閲覧
10. ↑  群馬県県土整備部河川課 (編) 碓氷川 洪水浸水想定区域図. 平成29年6月13日付け群馬県告示第184号

### 利用状況
1. 1 2  “各駅の乗車人員（2023年度）”.   東日本旅客鉄道. 2024年7月21日閲覧。
2. ↑  “各駅の乗車人員（2000年度）”.   東日本旅客鉄道. 2019年3月24日閲覧。
3. ↑  “各駅の乗車人員（2001年度）”.   東日本旅客鉄道. 2019年3月24日閲覧。
4. ↑  “各駅の乗車人員（2002年度）”.   東日本旅客鉄道. 2019年3月24日閲覧。
5. ↑  “各駅の乗車人員（2003年度）”.   東日本旅客鉄道. 2019年3月24日閲覧。
6. ↑  “各駅の乗車人員（2004年度）”.   東日本旅客鉄道. 2019年3月24日閲覧。
7. ↑  “各駅の乗車人員（2005年度）”.   東日本旅客鉄道. 2019年3月24日閲覧。
8. ↑  “各駅の乗車人員（2006年度）”.   東日本旅客鉄道. 2019年3月24日閲覧。
9. ↑  “各駅の乗車人員（2007年度）”.   東日本旅客鉄道. 2019年3月24日閲覧。
10. ↑  “各駅の乗車人員（2008年度）”.   東日本旅客鉄道. 2019年3月24日閲覧。
11. ↑  “各駅の乗車人員（2009年度）”.   東日本旅客鉄道. 2019年3月24日閲覧。
12. ↑  “各駅の乗車人員（2010年度）”.   東日本旅客鉄道. 2019年3月24日閲覧。
13. ↑  “各駅の乗車人員（2011年度）”.   東日本旅客鉄道. 2019年3月24日閲覧。
14. ↑  “各駅の乗車人員（2012年度）”.   東日本旅客鉄道. 2019年3月24日閲覧。
15. ↑  “各駅の乗車人員（2013年度）”.   東日本旅客鉄道. 2019年3月24日閲覧。
16. ↑  “各駅の乗車人員（2014年度）”.   東日本旅客鉄道. 2019年3月24日閲覧。
17. ↑  “各駅の乗車人員（2015年度）”.   東日本旅客鉄道. 2019年3月24日閲覧。
18. ↑  “各駅の乗車人員（2016年度）”.   東日本旅客鉄道. 2019年3月24日閲覧。
19. ↑  “各駅の乗車人員（2017年度）”.   東日本旅客鉄道. 2019年3月24日閲覧。
20. ↑  “各駅の乗車人員（2018年度）”.   東日本旅客鉄道. 2019年7月9日閲覧。
21. ↑  “各駅の乗車人員（2019年度）”.   東日本旅客鉄道. 2020年7月12日閲覧。
22. ↑  “各駅の乗車人員（2020年度）”.   東日本旅客鉄道. 2021年7月24日閲覧。
23. ↑  “各駅の乗車人員（2021年度）”.   東日本旅客鉄道. 2022年8月7日閲覧。
24. ↑  “各駅の乗車人員（2022年度）”.   東日本旅客鉄道. 2023年7月9日閲覧。